# 우디 스트로드

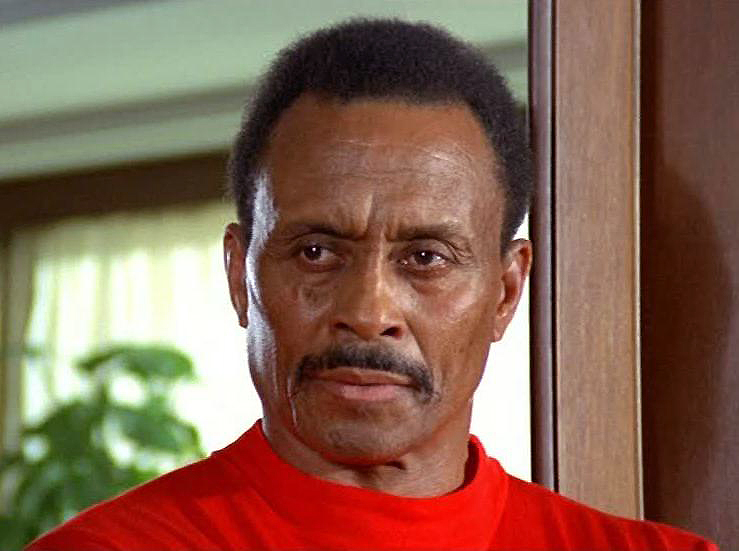

우디 스트로드(Woody Strode, 1914년 7월 25일 ~ 1994년 12월 31일)는 미국의 배우, 육상 선수, 프로 레슬링 선수이다.
로스앤젤레스에서 태어났다.

## 출연 작품
- 퀵 앤 데드 (1995년) - 찰리 문라이트 역
- 파시 (1993년)
- 스토리빌 (1992년)
- 노인들의 모임 (1987년)
- 황야의 건달 (1985년)
- 코튼 클럽 (1984년)
- 비질랜티 (1983년)
- 검은 종마 2 (1983년)
- 엥커 (1982년)
- 암살 지령 (1980년)
- 거미들의 왕국 (1977년)
- 서부의 불청객 (1976년) - 조지 역
- 이탈리안 커넥션 (1972년)
- 더 리벤저스 (1972년)
- 라스트 레벨 (1971년)
- 타잔 론 엘리 편 5 (1970년)
- 체 게바라 (1969년) - 구일러모 역
- 샬라코 (1968년)
- 옛날 옛적 서부에서 (1968년) - 스토니 역
- 타잔 - 론 엘리 편 3 (1967년)
- 일곱 여인 (1966년)
- 4인의 프로페셔널 (1966년)
- 징기스칸 (1965년)
- 리버티 벨런스를 쏜 사나이 (1962년)
- 더 씬스 오브 레이첼 케이드 (1961년)
- 투 로드 투게더 (1961년)
- 스파타커스 (1960년) - 드라바 역
- 버팔로 대대 (1960년)
- 폭찹 고지전투 (1959년)
- 타잔의 격투 (1958년)
- 십계 (1956년)
- 드미트리우스와 검투사들 (1954년)
- 정글 보이 봄바 7 (1952년)
- 정글 보이 봄바 5 (1951년)
- 스타 스팽글드 리듬 (1942년)

### 텔레비전
- 배트맨 - 66년 TV 시리즈 (1966년)
- 불타는 서부 - 77년 시리즈 (1977년)
- 서부의 형제 - 시리즈 (1976년)